# Vlag van Epe

Vlag van de gemeente Epe

De vlag van Epe is de gemeentelijke vlag van de Gelderse gemeente Epe. Het is niet bekend of, en zo ja wanneer deze vlag officieel is ingesteld.

## Beschrijving
De vlag bestaat uit twee gelijke banen in de kleuren geel en blauw waarbij in de gele baan op de linkerhelft de afbeelding uit het gemeentewapen in geel op een blauwe achtergrond is afgebeeld.

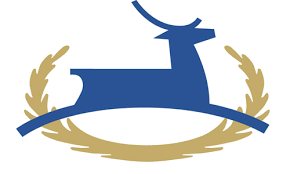
Logo van Epe

Sinds 2003 gebruikt de gemeente Epe een witte vlag met een logo dat is afgeleid van het gemeentewapen.

## Geschiedenis
Tijdens het defilé in Amsterdam ter gelegenheid van het veertigjarig regeringsjubileum van koningin Wilhelmina op 6 september 1938 trokken afgevaardigden van iedere Nederlandse gemeente langs de vorstin. Iedere delegatie werd voorafgegaan door een drager met een gemeentevlag. Het feit dat het merendeel van de gemeenten in Nederland op dat moment geen eigen vlag had, bracht de organisatie van het defilé ertoe de ontbrekende vlaggen zelf te ontwerpen. Dit werd een vierkante defileervlag met de kleuren van de betreffende provincievlag met daarop in het kanton een afbeelding van het gemeentewapen. Voor Gelderland was de basis een vlag met twee gelijke horizontale banen in de kleuren geel en blauw. Na de defilé heeft de gemeente Epe de vlag in een hoogte-breedteverhouding van 2:3 als gemeentevlag aangehouden.

## Andere vlag

Officieuze vlag van Epe zoals door de burgerij werd gebruikt

Sierksma beschrijft in 1962 een tweede vlag die vooral door de burgerij wordt gebruikt als volgt:
Twee banen van gelijke hoogte van geel en blauw.
Deze kleuren zijn ontleend aan het gemeentewapen.

## Verwante afbeeldingen

Wapen van Epe
Vlag van de Veluwe.

Aalten ·
Apeldoorn ·
Arnhem ·
Barneveld ·
Berg en Dal ·
Berkelland ·
Beuningen ·
Bronckhorst ·
Brummen ·
Buren ·
Culemborg ·
Doesburg ·
Doetinchem ·
Druten ·
Duiven ·
Ede ·
Elburg ·
Epe ·
Ermelo ·
Harderwijk ·
Hattem ·
Heerde ·
Heumen ·
Lingewaard ·
Lochem ·
Maasdriel ·
Montferland ·
Neder-Betuwe ·
Nijkerk ·
Nijmegen ·
Nunspeet ·
Oldebroek ·
Oost Gelre ·
Oude IJsselstreek ·
Overbetuwe ·
Putten ·
Renkum ·
Rheden ·
Rozendaal ·
Scherpenzeel ·
Tiel ·
Voorst ·
Wageningen ·
West Betuwe ·
West Maas en Waal ·
Westervoort ·
Wijchen ·
Winterswijk ·
Zaltbommel ·
Zevenaar ·
Zutphen